# Sericochroa finiana
Sericochroa finiana är en fjärilsart som beskrevs av William Schaus 1928. Sericochroa finiana ingår i släktet Sericochroa och familjen tandspinnare. Inga underarter finns listade i Catalogue of Life.